# Institut universitaire franco-slovaque

L’Institut universitaire franco-slovaque (IUFS, en slovaque Slovensko-francúzsky univerzitný inštitút) est une structure de coopération créée le 19 septembre 2011 par l'Université Matej-Bel de Banská Bystrica et le service de coopération et d'action culturelle de l'Ambassade de France en Slovaquie en vue de renforcer les programmes et filières partiellement ou entièrement francophones dans l'enseignement supérieur en Slovaquie, hors des départements universitaires de langue et littérature française ou de formation des professeurs de français.
L'IUFS vise l'élaboration commune d'un label « qualité » aux formations dispensées dans le cadre de ces programmes et filières soutenus par la France, comme marque commune propre à mieux les promouvoir et à accroître leur attractivité. Il vise également à faciliter les mobilités d’étudiants et d'enseignants.
Cet institut a également vocation à établir des liens avec les sections bilingues dans l'enseignement scolaire et avec les entreprises françaises ou de pays francophones implantées en Slovaquie.

## Statut
L'IUFS est une structure associative sans but lucratif de droit slovaque, actuellement dirigée par Radovan Gura (d), professeur à l'Université Matej-Bel de Banská Bystrica. Il a son siège à la faculté de science politique et de relations internationales (sk) de cette université.

## Filières francophones

### Licences
(En slovaque, les études de premier cycle sont appelées bakalárske štúdium, baccalauréat dans l'acception du bachelor anglo-saxon, utilisée également en Belgique)
- licence d'économie à l'Université d'économie de Bratislava (en partenariat avec l'Université Pierre-Mendès-France de Grenoble)
- licence d'économie et management à l'Université Matej-Bel de Banská Bystrica (en partenariat avec l'Université de Poitiers)
- licence de management à l'Université Comenius de Bratislava (en partenariat avec les universités Nancy II et d’Orléans)
- licence et master d'économie et gestion à l'Université technique de Košice (en partenariat avec l'Université de Nice Sophia Antipolis).

### Masters (doubles diplômes)
- master de management de la vente à l'Université d'économie de Bratislava
- master de géopolitique à l'Université Matej-Bel de Banská Bystrica (en partenariat avec l'Université de Reims Champagne-Ardenne (URCA)
- master d'analyse des conflits et de la violence à l'Université Matej-Bel de Banská Bystrica (en partenariat avec l'Université de Versailles-Saint-Quentin-en-Yvelines
- master de gestion financière et espace européen à l'Université Matej-Bel de Banská Bystrica (en partenariat avec le Centre européen universitaire de l'Université Nancy-II)